# 小行星5336
小行星5336（英語：5336）是一颗围绕太阳公转的小行星。1991年5月7日，川里信弘在上野原市发现了此天体。
这颗小行星的绝对星等为64.99585317769633等。